# AAA Latin American Championship
Der AAA Latin American Championship (Spanisch: Campeonato Latinoamericano AAA) ist ein Wrestlingtitel der mexikanischen Promotion Asistencia Asesoría y Administración (AAA). Wie alle Wrestlingtitel wird er im Rahmen einer Storyline vergeben und ist nicht Teil eines sportlichen Wettkampfs.

## Geschichte
Der Titel wurde erstmals am 18. Mai 2011 angekündigt und war Teil einer Storyline, bei der US-amerikanische Wrestler der Promotion Total Nonstop Action Wrestling (TNA) die AAA angriffen. Für Triplemanía XIX ein Match zwischen AAAs Dr. Wagner Jr. und TNAs Rob Van Dam um den neu eingeführten AAA Latin American Championship angekündigt. Entgegen der sonstigen Vorgehensweise wurde kein Qualifikationsmatch abgehalten. Wagner besiegte Van Dam im Main-Event von Triplemanía XIX und wurde so erster Champion. Das Design des neuen Gürtels stammte von All Star Championship Belts. Insgesamt haben bisher 15 Wrestler den Titel gehalten.
Der Titel kam im April 2025 in den Besitz von WWE als diese die AAA aufkauften.

## Titelstatistiken
| Rekord                  | Rekordhalter | Einheit            |
| ----------------------- | ------------ | ------------------ |
| Längste Regentschaft    | Daga         | 553 Tage           |
| Kürzeste Regentschaft   | Pentagón Jr. | 56 Tage            |
| Ältester Titelträger    | El Mesías    | 48 Jahre, 169 Tage |
| Jüngster Titelträger    | Psycho Clown | 29 Jahre           |
| Schwerster Titelträger  | L.A. Park    | 116 Kilogramm      |
| Leichtester Titelträger | Drago        | 79 Kilogramm       |

## Titelgeschichte
| Nr. | Wrestler             | Anzahl | Tage | Datum             | Ort                                | Veranstaltung             | Anmerkungen | EN     |
| --- | -------------------- | ------ | ---- | ----------------- | ---------------------------------- | ------------------------- | --- | ------ |
| 1   | Dr. Wagner Jr.       | 1      | 181  | 18. Juni 2011     | Mexiko-Stadt                       | Triplemanía XIX           | Besiegte Rob Van Dam um erster Champion zu werden.                                                                                                   | [ 3 ]  |
| 2   | L.A. Park            | 1      | 524  | 16. Dezember 2011 | Puebla, Puebla                     | Guerra de Titanes         | | [ 7 ]  |
|     | Vakant               |        |      | 23. Mai 2013      |                                    |                           | L.A. Park verließ die AAA. | [ 8 ]  |
| 3   | Blue Demon Jr.       | 1      | 273  | 16. Juni 2013     | Mexiko-Stadt                       | Triplemanía XXI           | Besiegte El Mesías um den Titel zu gewinnen. | [ 9 ]  |
|     | Vakant               |        |      | 16. März 2014     | Monterrey, Nuevo León              | Rey de Reyes (2014)       | Blue Demon Jr. erschien nicht zu einer angekündigten Titelverteidigung.                                                                              | [ 10 ] |
| 4   | Chessman             | 1      | 533  | 16. März 2014     | Monterrey, Nuevo León              | Rey de Reyes              | Besiegte Villano IV in einem Match um den vakanten Titel.                                                                                            | [ 10 ] |
| 5   | Psycho Clown         | 1      | 307  | 31. August 2015   | Tehuacán, Puebla                   | Sin Límite                | | [ 11 ] |
| 6   | Pentagón Jr.         | 1      | 56   | 3. Juli 2016      | Ecatepec, Mexiko                   | Lucha Libre AAA Worldwide | | [ 12 ] |
| 7   | Johnny Mundo         | 1      | 399  | 28. August 2016   | Mexiko-Stadt                       | Triplemanía XXIV          | | [ 13 ] |
| 8   | El Hijo del Fantasma | 1      | 427  | 1. Oktober 2017   | San Luis Potosí                    | Héroes Inmortales XI      | Gewann eine 14-Mann-Battle Royal, die außerdem als Copa Antonio Peña galt.                                                                           | [ 14 ] |
| 9   | Drago                | 1      | 321  | 2. Dezember 2018  | Aguascalientes, Aguascalientes     | Guerra de Titanes         | | [ 15 ] |
| 10  | Daga                 | 1      | 553  | 19. Oktober 2019  | Orizaba, Veracruz                  | Héroes Inmortales XIII    | | [ 16 ] |
|     | Vakant               |        |      | 24. April 2021    |                                    |                           | Daga legte den Titel ab. | [ 17 ] |
| 11  | Taurus               | 1      | 413  | 1. Mai 2021       | San Pedro Cholula, Puebla          | Rey de Reyes              | Taurus besiegte Octagón Jr. und Villano III Jr. in einem Match um den vakanten Titel.                                                                | [ 5 ]  |
| 12  | Fénix                | 1      | 394  | 18. Juni 2022     | Tijuana, Mexiko                    | Triplemanía XXX           | Fénix gewann außerdem die AAA World Cruiserweight Championship in einem Winner Takes All-Match gegen Taurus, Bandido, Hijo del Viking und Laredo Kid | [ 18 ] |
|     | Vakant               |        |      | 17. Juli 2023     |                                    |                           | Fénix legte den Titel ab, als er die AAA verließ. | [ 19 ] |
| 13  | Q. T. Marshall       | 1      | 99   | 12. August 2023   | Azcapotzalco, Mexiko-Stadt, Mexiko | Triplemanía XXXI          | Q.T. Marshall gewann den vakanten Titel in einem Four-Way-Match gegen Pentagón Jr., Dralístico und Texano Jr.                                        | [ 20 ] |
| 14  | Octagón Jr.          | 1      | 357  | 19. November 2023 | Ciudad Juárez, Chihuahua, Mexiko   | Guerra de Ttitanes        | |        |
| 15  | El Mesias            | 1      | 173+ | 10. November 2024 | Ciudad Juárez, Chihuahua, Mexiko   | Guerra de Ttitanes        | |        |